# Magyarok Nagyasszonya tér (Budapest, VIII. kerület)
A Magyarok Nagyasszonya tér (2016-ig: Rezső tér) Budapest VIII. kerületében, Tisztviselőtelep városrészben található, körülbelül 12 000 négyzetméteres parkot közrefogó tér.

## Elhelyezkedése
A tér a Nagyvárad tér mögött található, a Szenes Iván tér, Elnök utca, Bláthy Ottó utca határolja. Korábban a mai Szenes Iván térrel együtt alkották a Rezső teret. A tér középpontjában egy park, valamint a Magyarok Nagyasszonya-templom helyezkedik el. A teret lakóházak veszik körül, valamint a Heim Pál Gyermekkórház telkének hátsó traktusa, és az Üllői út felé eső szakaszon néhány középület. A térre 12 épület van számozva, ám mivel a korábbi Rezső tér házszámozását nem változtatták meg, ezért csak a 6-15-ig terjedő, valamint a 22-es szám esik ide (a többi házszám a Szenes Iván térhez tartozik).

## Története
A teret a Tisztviselőtelep kialakításakor építették ki a 19. század utolsó éveiben. A tér közepén álló templom alapkövét 1924. november 19-én rakták le, és a Kismarty-Lechner Jenő tervei alapján felépült fogadalmi templomot 1931. október 8-án szentelte fel Serédi Jusztinián bíboros-hercegprímás. Braun Éva kommunista aktivista  1979-ben felavatott emlékoszlopa a tér átnevezése folytán a Szenes Iván térre került.
Az M3-as metróvonal átadását követően, 1984-ben Hetessy Józsefné tervei alapján a parkot rendbehozták, és kis játszóteret is építettek, mely utóbbit 1996-ban újították fel. A tér legrégebbi alkotása egy 1796-ból származó barokk kőkereszt Krisztussal.

## Elnevezése
A teret eredetileg Rezső térnek nevezték – az 1889-ben öngyilkosságot elkövető Habsburg–Lotaringiai Rudolf osztrák–magyar trónörökös után, akit a korabeli magyar sajtó „Rezső királyfiként” emlegetett. 1938-ban kapta a Magyarok Nagyasszonya tér elnevezést a templom után, 1953-ban azonban visszakapta az eredeti Rezső tér nevet – feltehetően nem tudtak az osztrák főhercegnek a névválasztásban játszott szerepéről. 2016-ban Budapest VIII. kerülete önkormányzata a térnek a Nagyvárad térhez közelebb eső felét Szenes Ivánról kívánta elnevezni, amivel kapcsolatban előzetes felmérést is készítettek. A képviselő-testületi ülésen azonban váratlanul úgy döntöttek, hogy a létrehozandó Szenes Iván tér mellett nem hagyják meg a tér másik felét Rezső térként, hanem annak visszaadják az 1930-as években viselt nevét.

## Jelentős szobrok és épületek
A tér közepén található parkban több szobor és kereszt is található:
- az 1796-os dátumot viselő, „INRI” feliratú kőkereszt a templom épülete mellett van
- az eredetileg a Golgota téren 1941-ben felállított kálvária és stációk szoborkompozíciót – Grantner Jenő és Szécsi Antal alkotása – 1971-ben helyezték át a templom mögé[8]
- 22-es szám: a Magyarok Nagyasszonya-templom – korábbi nevén: Rezső téri fogadalmi templom – 1931-ben készült el, és a tér meghatározó építményévé vált.
- Géza fejedelem szobra, egy jurtát vagy talán még inkább honfoglaláskori szőrmesisakot formázó talapzaton – 2001 óta a tér része